# Siebzehn – Vier Mädchen machen einen Mann
Siebzehn – Vier Mädchen machen einen Mann (Originaltitel: Sytten) ist ein dänischer Spielfilm von Annelise Meineche aus dem Jahr 1965. Das Drehbuch stammt von Bob Ramsing. Es basiert auf dem 1953 verfassten Roman Sytten des dänischen Schriftstellers Carl Erik Martin Soya. Die Hauptrollen sind mit Ole Søltoft, Ghita Nørby und Lily Broberg besetzt. In Dänemark kam der Film zum ersten Mal am 6. September 1965 ins Kino; in Deutschland hatte er seine Premiere am 10. Juni 1966.

## Handlung
Sommer 1913 in Kopenhagen. Jacob ist ein 17 Jahre alter Gymnasiast in Pubertätsnöten. Schüchtern von Natur, weiß er mit dem erwachenden Geschlechtstrieb nichts anzufangen. Da kommt ihm – wie gerufen – ein Ferienaufenthalt in einer Kleinstadt gerade recht. Und Jacob Latour Petersen „lernt die Liebe kennen“. Die Erste, zu welcher der gehemmte, plötzlich von einem rätselhaften Wagemut beflügelte Jüngling ins Bett steigt, ist Cousine Vibeke. Die nächste das Dienstmädchen, die übernächste die Haushälterin, die vierte, die sich ihm hingibt, eine Reisende im Zug bei der Rückkehr nach Hause. Dort aber wartet schon der andere dienstbare weibliche Geist.

## Kritik
Das Lexikon des Internationalen Films zieht folgendes Fazit: Betulich-langweilige «Komödie» aus Dänemark, die Witz und Ironie vermissen läßt. Eine noch schlechtere Meinung von dem Streifen hat der Evangelische Film-Beobachter: Dieses dänische Lustspiel […] ist eine penetrant vorgetragene Lebenslüge, da es behauptet, daß ein Jüngling ausschließlich durch die Befriedigung seines Geschlechtstriebs zum ‚Mann‘ werde. Das wird an einem 17jährigen, der im Jahr 1913 in den Ferien von Kopenhagen in eine Kleinstadt fährt, exemplifiziert. Scharf abzulehnen.